# Ivan Mládek
Ivan Mládek (7 février 1942 - ) est un auteur, compositeur et comédien tchèque.

## Biographie
Ivan Mládek est né à Prague en République tchèque le 7 février 1942. Il a formé un groupe de banjo nommé le Banjo Band en 1966. En 1968, Ivan Mládek émigra en France pour continuer sa carrière musicale à Paris. Cependant, il retourna rapidement en Tchécoslovaquie où il continua sa carrière musicale. En 2007, il avait écrit plus de 400 chansons. Dans les années 1980, il se fit aussi connaître en tant que comédien.

## Chansons
- Jožin z bažin (1978)[1]